# Душан
Душан је старо српско мушко име. Користи се у Србији, Чешкој, Словачкој, Хрватској, Македонији и Словенији, као и у другим државама.

## Порекло
Реч је о старосрпском имену. Иако се не зна са сигурношћу од када се користи, претпоставља се да је први знани носилац овог имена био српски цар Душан Силни.
Име Душан се доводи у везу са именицама душа и дух, али и са црквеним празником Духови.
Претпостављало се да када се детету надене ово име да ће бити ведрог духа и да ће дуго живети.

## Историјат
Некада је ово име било „резервисано” за припаднике властеле, тако да се ретко давало деци из народа. Иако се избегавало давање овог имена деци „обичних” људи, било је и оних који су ипак кршили ово неписано правило, тако да је ово српско име присутно већ вековима у српској традицији.

## Популарност
У Србији је ово име углавном било у првих двадесет најпопуларнијих имена.
У Хрватском месту Бискупија, Душан је веома популарно име. У просеку сваки двадесет пети становник Бискупије носи ово име.
Као и велики број осталих српских имена и ово име је веома популарно у јужном делу Аустралије.

## Изведена имена
Од овог имена изведена су имена Душко, Дуле, Душанка, Душица...

## Познати носиоци имена Душан
- Стефан Душан, први српски цар
- Душан Васиљев, српски песник
- Душко Радовић, српски песник и писац
- Душан Кецман, српски кошаркаш
- Душко Тошић, српски фудбалер
- Душан Ковачевић, драмски писац и академик
- Душан Тадић, српски фудбалер